# مزار

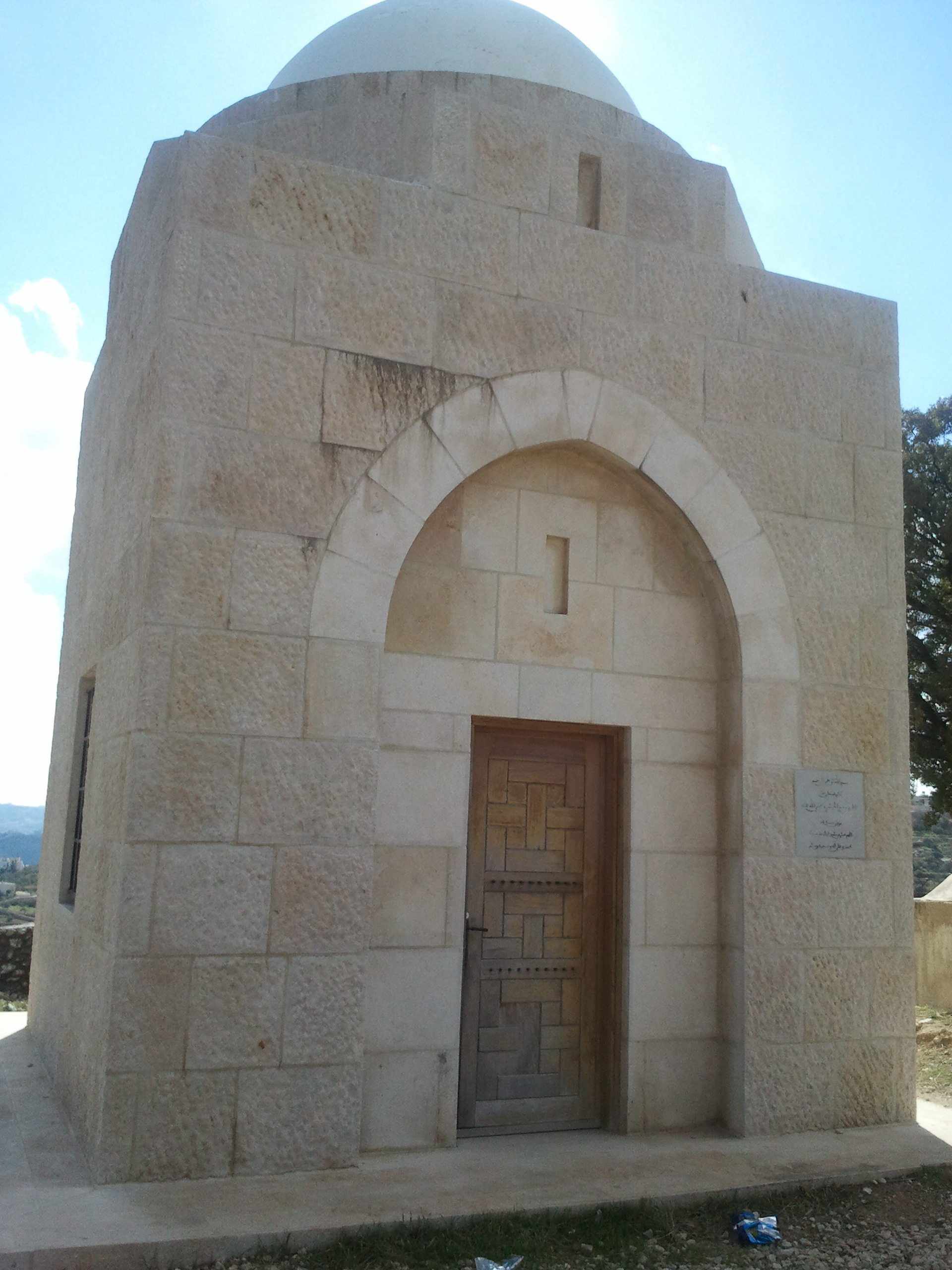
مشهد ومقام الصحابي بلال بن رباح في الأردن

المزار أو المقام أو المشهد أو الضريح، هو بناء يُبنى فوق مكان دفن أحد الأنبياء أو أحد الأولياء الصالحين أو مكان صلاتهم وإقامتهم. يزوره الناس لطلب البركة والشفاعة.

## الاختلاف بين المصطلحات
- مَزَار: هو إشارة إلى موضع الزيارة، من أماكن الأولياء.[1]
- مَقَام: هو موضعُ الإقامة وزمانها، وليس بالضرورة أن يكون المَقام مكان دفن أو قبر قد يُنسب لأحد الأنبياء أو الأولياء، بل من الممكن أن يكون مكان إقامته في يوم من الأيام أو مكان صلاته أوكان قد مر عليه في يوم من الأيام، ومن ثم اشتهر هذا أو ذاع بين الناس على أنه أحد مقاماتهم فيشاد على هذا المكان بناء أو مسجد لكي يزوره الناس.[2]
- ضَريح: هو الشَّقُّ في وسط القبر، وقد يُعنى به القبر نفسه.[3]
- مَشهد: يُقصد به عادةً البناء الحامل للقبر، أو المكان الذي تتم عنده الزيارة، وعادة ما يكون فوقه قبة مبنيّة.